# Parc éolien de la Chaussée Brunehaut
Le parc éolien de la chaussée Brunehaut est un parc éolien terrestre inauguré en 2016 et constitué de six éoliennes situées sur le finage de Haussy, dans le Nord, en France.

## Description
Le parc éolien de la chaussée Brunehaut comprend six éoliennes Vestas V112/3300 (puissance de 3 300 kW, diamètre de 112 mètres) mises en service en 2016 à Haussy. La puissance nominale totale est de 19 800 kW et l'exploitant est JP Énergie Environnement. La nacelle est à la hauteur de 94 mètres. En 2017, la production de ce parc est de 50 090 MWh soit l’équivalent de la consommation d’environ vingt-mille foyers hors chauffage.
La société JP Énergie Environnement annonce plus tard avoir pour projet de créer sur le territoire de Haussy le parc éolien du Chemin de Valenciennes, comprenant cinq éoliennes, un peu plus au nord, en direction de Vendegies-sur-Écaillon, celui-ci est mis en service en 2023.

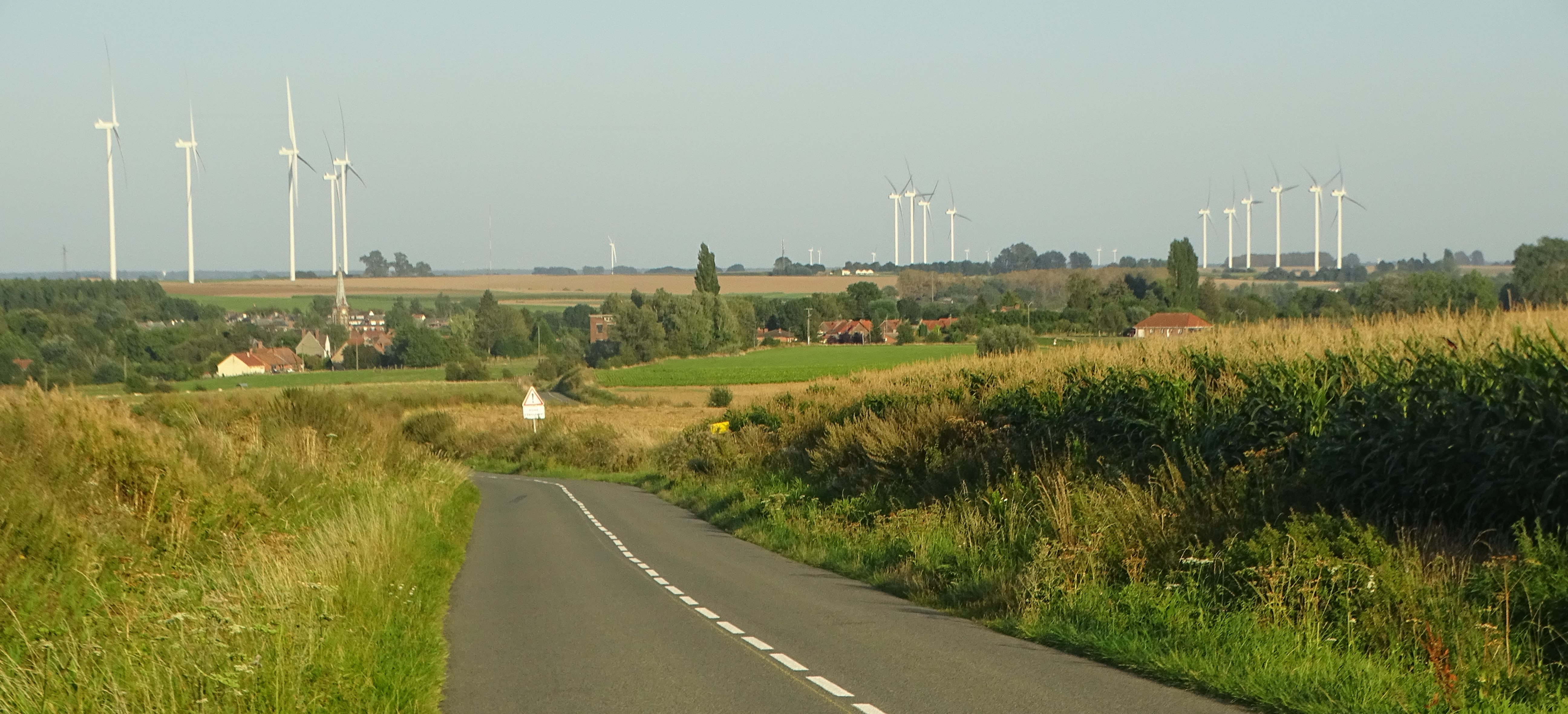
Parcs éoliens des Saules à Saulzoir (à gauche), du Chemin de Valenciennes à Haussy (au centre) et de la Chaussée Brunehaut à Haussy aussi (à droite) vus depuis la départementale 81 à Haspres fin août 2024, cette route reliant cette dernière commune à Lieu-Saint-Amand.
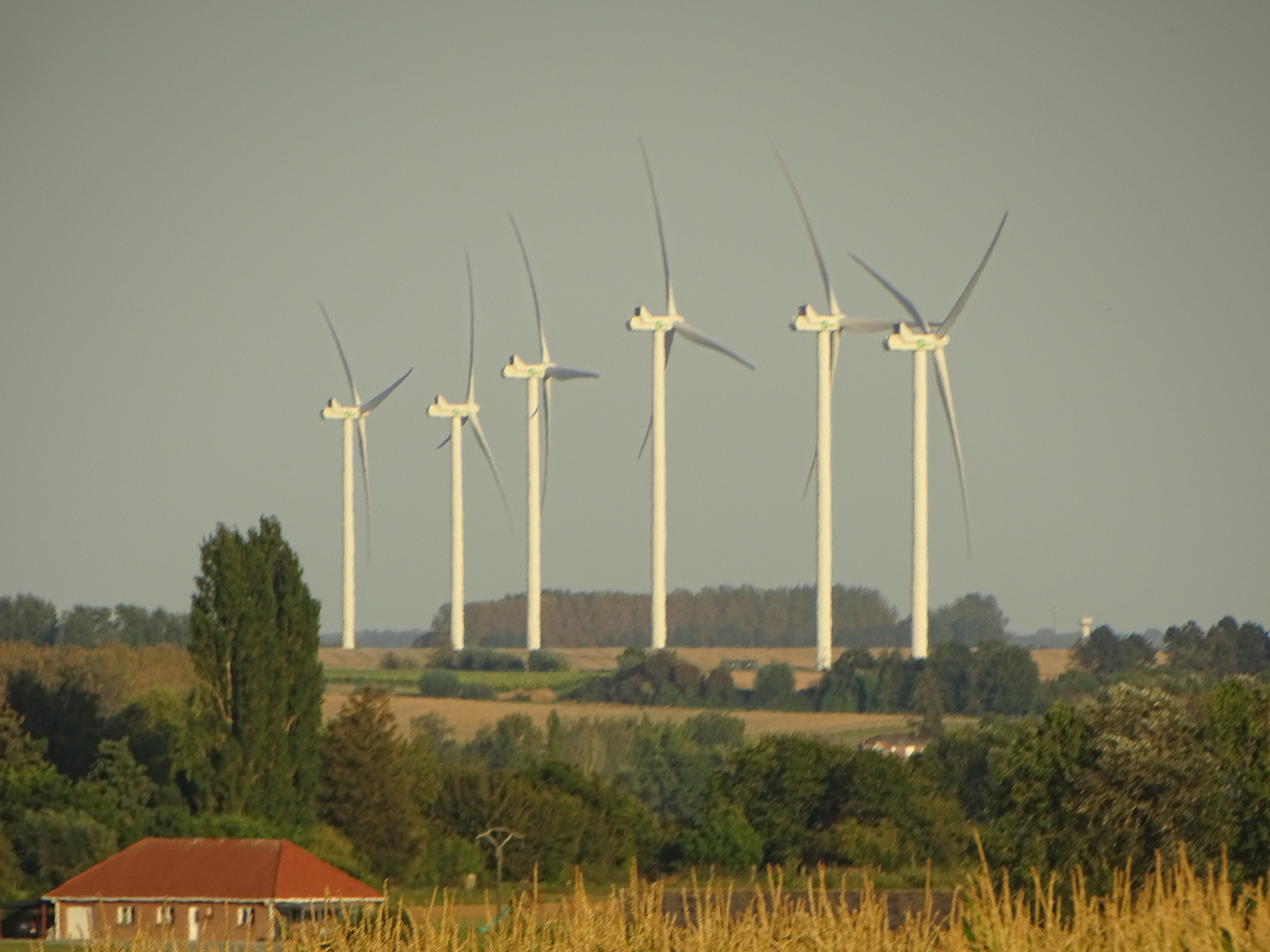
Vue zoomée sur les six éoliennes du parc de la Chaussée Brunehaut.